# Cimabues gefeierte Madonna wird in Prozession durch die Straßen von Florenz getragen
Cimabues gefeierte Madonna wird in Prozession durch die Straßen von Florenz getragen (englischer Originaltitel: Cimabue’s Celebrated Madonna is carried in Procession through the Streets of Florence) ist ein monumentales Historiengemälde des englischen Malers Frederic Leighton (1830–1896). Er schuf es in den Jahren 1853 bis 1855 und erzielte damit seinen künstlerischen Durchbruch.

## Geschichte

### Der Bericht Vasaris
Giorgio Vasari (1511–1574) erzählt in seinem Buch der Künstlerbiografien Le vite de più eccellenti architetti, pittori et scultori im Abschnitt über Cimabue die Entstehungsgeschichte der Rucellai-Madonna von Santa Maria Novella, eines Marienbilds vom Typ der Maestà im spätgotischen Stil an der Schwelle zur Renaissance. Das Bild galt bis ins 19. Jahrhundert als Werk Cimabues, ist aber heute als Arbeit Duccio di Buoninsegnas identifiziert. Vasaris anekdotische Erzählung spiegelt die künstlerische und religiöse Bedeutung, die diesem Bild zweieinhalb Jahrhunderte nach seiner Entstehung beigemessen wurde.
| | |  |  |
| „Fece poi nella chiesa di Santa Maria Novella una tavola, dentrovi una Nostra Donna, la quale è posta in alto, fra la cappella de' Rucellai e de' Bardi da Vernia, con alcuni angeli intorno ad essa, ne i quali, ancora che egli avesse la vecchia maniera greca, tuttavolta si vede che e' tenne il modo et il lineamento della moderna. Fu quest'opera di tanta maraviglia ne' populi di quel tempo, per non essersi veduto infino allora meglio, che di casa sua con le trombe perfino in chiesa fu portata, con solennissima processione, et egli premio straordinario ne ricevette. E dicesi che, mentre Cimabue ditta tavola dipigneva in certi orti vicin' a Porta S. Piero, non per altro che per avervi buon lume e buon aere, e per fuggire la frequenzia de gli uomini, passò per la città di Fiorenza il Re Carlo Vecchio di Angiò, figliuolo di Lodovico, il quale andava al possesso della Sicilia chiamatovi da Urbano Pontefice, nimico capital di Manfredi, e che fra le molte accoglienze fattegli da gli uomini di quella città, e' lo condussero a vedere la tavola di Cimabue, la quale, per ciò ch'ancora non era stata veduta da alcuno, mostrandosi al re, subito vi concorsero tutti gli uomini e tutte le donne di Fiorenza, con grandissima festa e con la maggior calca del mondo.“ | „Dann machte er [Cimabue] in der Kirche Santa Maria Novella ein Tafelbild mit einer Madonna darauf, das oben zwischen der Kapelle der Rucellai und der Kapelle der Bardi da Vernia angebracht ist, von einigen Engeln umgeben, wobei man, obgleich er noch den alten griechischen Malstil hat, dennoch sieht, dass er die Art und Linienführung der Moderne annahm. Dieses Werk erregte solches Staunen unter den Zeitgenossen, da man bis dahin nie etwas Besseres gesehen hatte, dass es von seinem Haus mit Trompetenschall bis zur Kirche getragen wurde, in hochfeierlicher Prozession, und er einen außerordentlichen Lohn dafür erhielt. Und es heißt, dass, als Cimabue dieses Bild in einem Garten bei der Porta S. Piero malte, um dort gutes Licht und gute Luft zu haben und dem Andrang der Leute zu entgehen, König Karl von Anjou, der Sohn Ludwigs, durch Florenz kam, gerufen von Papst Urban, dem Hauptfeind Manfreds, auf dem Weg, Sizilien in Besitz zu nehmen, und dass die Bürger der Stadt ihn, neben den vielen Empfängen, die sie ihm bereiteten, auch zu dem Bild von Cimabue führten. Als dieses, das bisher noch niemand gesehen hatte, nun dem König gezeigt wurde, strömten dort sogleich alle Männer und Frauen von Florenz zusammen, mit höchster Festlichkeit und größtem Gedränge.“ |  |  |

### Entstehung und Wirkung von Leightons Bild
Frederic Leighton, der dem englischen Hochadel angehörte, wurde bereits als Knabe zu Kunststudien nach Italien geschickt. In Deutschland kam er mit der religiösen Kunst der Nazarener in Berührung. Beides machte ihn empfänglich für die von Vasari geschilderte Prozessionsszene, in der sich im historischen Kolorit der Renaissance die Verherrlichung der Madonna mit der Verherrlichung eines Kunstwerks verbindet.
Leighton begann das Bild als 23-Jähriger in Rom. Er arbeitete drei Jahre an dem großformatigen und detailreichen Gemälde. 1855 wurde es in der Royal Academy of Arts ausgestellt und fand begeisterte Anerkennung. Gleich am ersten Ausstellungstag kaufte Königin Victoria das Werk des bis dahin unbekannten Künstlers für 600 Guineen, laut ihrem Tagebuch auf Veranlassung ihres Mannes Prinz Albert. Heute hängt es als Leihgabe der britischen Königin in der Eingangshalle der National Gallery in London.

## Bildbeschreibung
Das Ölgemälde von über fünf Metern Breite kombiniert Vasaris Prozessionserzählung mit der Karl-von-Anjou-Episode und macht die Szene zu einer Apotheose der Malerei. Es zeigt das gefeierte Bild seitlich in stark verkürzter Perspektive auf einem girlandengeschmückten Traggestell mit zwei Kerzenleuchtern in dem Menschenzug, der sich vor einer grau-weißen Mauer sowie einem Haus mit Balkon und Zuschauern von rechts nach links und dann auf den Betrachter zu bewegt. Hinter der Mauer sind eine toskanische Landschaft und in der Ferne eine Renaissancekirche und ein Palazzo zu sehen, vielleicht Santa Maria Novella und der Palazzo Vecchio, jedoch ohne Detailtreue. Den Mittelpunkt des Gemäldes nimmt nicht das Marienbild, sondern der lorbeerbekränzte Cimabue ein, an der Hand seinen Schüler, den Knaben Giotto. Die übrigen Prozessionsteilnehmer sind Damen, Herren und Kinder in vornehmer Kleidung. Hinter dem Ministranten mit dem Vortragekreuz, flankiert von zwei blumenstreuenden Mädchen, folgt der Bischof mit zwei Diakonen. Musiker spielen Trommel, Zither und Violinen, jedoch keine Trompeten. Als Träger sind die florentinischen Duecento-Künstler Arnolfo de Lapo, Gaddo Gaddi, Andrea Tafi, Niccolò Pisano, Buonamico Buffalmacco, Simone Memmi, am rechten Bildrand als Zuschauer der Dichter Dante Alighieri abgebildet. Den sichtbaren Teil der Prozession beschließt Karl von Anjou in Königstracht auf einem Schimmel.